# Dorli Hofrichter
Doris „Dorli” Hofrichter (ur. 8 marca 1935 w Grazu) – austriacka lekkoatletka, dyskobolka.

## Osiągnięcia
Dwunasta zawodniczka mistrzostw Europy w 1958 (z rezultatem 44,75).
Podczas igrzysk olimpijskich w Rzymie (1960) zajęła 16. miejsce w eliminacjach z wynikiem 44,94 i nie awansowała do finału.
Na mistrzostwach Europy w 1962 odpadła w eliminacjach z wynikiem 45,80 (13. lokata).
Sześciokrotnie była mistrzynią kraju w rzucie dyskiem (1958–1963), dwukrotnie w pchnięciu kulą (1960 i 1963).

## Rekordy życiowe
- Rzut dyskiem – 50,52 (17 lipca 1960, Sofia) były rekord Austrii[1]